# Кутули, Мария Грация
Мария Грация Кутули (итал. Maria Grazia Cutuli; 26 октября 1962 — 19 ноября 2001) — итальянская журналистка, работавшая репортёром итальянской ежедневной газеты Corriere della Sera. Она была убита во время своей командировки в Афганистан, где освещала ход военного вторжения США в страну, начавшегося после терактов 11 сентября 2001 года. Кутули была убита в районе между городами Джелалабад и Кабул вместе с тремя другими журналистами. Кутули стала первой женщиной и первым итальянским журналистом, убитым во время войны в Афганистане в 2001 году.

## Биография
Мария Грация Кутули родилась и выросла в Катании, (Сицилия, Италия). Она изучала философию и окончила Катанийский университет. С 1990 года Кутули проживала в Милане, будучи профессиональным журналистом.

## Карьера
Мария Грация Кутули проработала журналистом более 11 лет. Сначала она трудилась в газете La Sicilia, где писала театральные обзоры, а также освещала местные новости. Кутули публиковалась в таких журналах как Epoca и Panorama. Она ездила в Израиль, Камбоджу, Судан, Руанду и ЮАР и писала статьи не по заданию работодателей, таким образом завоёвывая репутацию иностранного корреспондента. С 1997 года Кутули работала в Corriere della Sera. После её убийства в Афганистане ей посмертно был присвоен статус специального корреспондента Corriere della Sera.

## Гибель
Мария Грация Кутули погибла вместе с испанским военным корреспондентом Хулио Фуэнтесом из El Mundo, а также австралийским телеоператором Гарри Бартоном и фотографом-афганцем Азизом Уллой Хайдари, работавшими на агентство Рейтер. 19 ноября 2001 года они были убиты примерно в 90 километрах от Кабула недалеко от селения Саруби, расположенного в провинции Нангархар, когда их группа путешествовала по территории между Джелалабадом и Кабулом. Вскрытие её тела показало, что она умерла от четырёх огнестрельных ранений в спину, и подтвердило, что её мочка уха была специально отрезана одним из убийц, желавшего присвоить драгоценную серьгу.
Группа журналистов выехала небольшой колонной примерно из восьми автомобилей из Джелалабада и направлялась в Кабул. Первые несколько автомобилей колонны были остановлены возле моста вооружёнными людьми, говорящими на пушту и представившимися талибами. В машины начали бросать камни и стрелять, в результате четыре автомобиля, шедшие сзади, развернулись и уехали обратно в Джелалабад. Перед тем, как её убили, Кутили была изнасилована впоследствии осужденным убийцей Резой Ханом.
В день смерти Кутули была опубликована её последняя статья в Corriere della Sera под названием «Запас нервно-паралитического газа на базе Осамы». Эта история была известна и ранее, но в её заметке сообщалось об обнаружении химического завода, представлявшего угрозу во время военных действий.

## Суд
Реза Хан свидетельствовал, что талибы заказали убийство журналистов. Другие независимые источники также указывали на талибов.
В 2004 году Реза Хан был осуждён в Кабуле за убийства и изнасилования, а также за другие преступления против граждан Афганистана. В ноябре 2004 года он был приговорён к смертной казни. В 2005 году два брата-афганца также были осуждены за убийство журналистов. Хан был расстрелян в октябре 2007 года одновременно с казнями ещё 14 человек, в том числе осужденных за убийства других журналистов.

## Контекст
Группа журналистов с Кутули была убита в течение недели после падения талибов, когда и другие журналисты также являлись потенциальными мишенями для них.

## Влияние
Мария Грация Кутули после своего убийства стала героиней в Италии. На её панихиде в соборе Сант-Агата, в её родном регионе Сицилии, присутствовало около 5000 человек. В марте 2008 года в её родной Катании был основан фонд Cutuli Onlus. Там же была основана школа для иммигрантов её имени. В Италии была учреждена национальная премия в области журналистики, которой было присвоено имя Кутули.

## Реакция
Среди тех, кто публично отреагировал на убийство Кутули, были президент Италии Карло Азелио Чампи и премьер-министр Сильвио Берлускони.